# A Yes díjainak és elismeréseinek listája
A Yes brit progresszív rock együttes díjai.

## 1971

### Melody Maker Pop Poll 1971
Brit szekció
- Az Év Albuma/2. helyezett/The Yes Album
- Az Év Zenekara/6. helyezett/Yes
- Az Év Férfi Énekese/9. helyezett/Jon Anderson

Nemzetközi szekció
- Az Év Albuma/4. helyezett/The Yes Album
- A Legtehetségesebb Zenekar/ 9. helyezett/Yes
- Az Év Billentyűse/4. helyezett/Rick Wakeman
- Az Év Gitárosa/6. helyezett/Steve Howe
- Az Év Basszusgitárosa/7. helyezett/Chris Squire
- Az Év Dobosa/9. helyezett/Bill Bruford

### Record Mirror Reader's Poll
- Az Év Zenekara/16. helyezett/Yes

## 1972

### Melody Maker Pop Poll 1972
Brit szekció
- Az Év Férfi Énekese/4. helyezett/Jon Anderson
- Az Év Zenekara/7. helyezett/Yes

Nemzetközi szekció
- Az Év Billentyűse/2. helyezett/Rick Wakeman
- Az Év Basszusgitárosa/3. helyezett/Chris Squire
- Az Év Gitárosa/4. helyezett/Steve Howe
- Az Év Zenekara/7. helyezett/Yes
- Az Év Producere/8. helyezett/Eddie Offord
- Az Év Albuma/ 8. helyezett/Fragile

### New Musical Express
- Az Év Albuma/7. helyezett/Yessongs

## 1973

### Melody Maker Pop Poll 1973
Brit szekció
- Az Év Zenekara/1. helyezett/Yes
- Az Év Albuma/4. helyezett/Close to the Edge, 6. helyezett/Yessongs
- Az Év Férfi Énekese/4. helyezett/Jon Anderson
- Az Év Élő Jelenete/7. helyezett/Yes

Nemzetközi szekció
- Az Év Zenekara/1. helyezett/Yes
- Az Év Billentyűse/1. helyezett/Rick Wakeman
- Az Év Basszusgitárosa/2. helyezett/Chris Squire
- Az Év Férfi Énekese/3. helyezett/Jon Anderson
- Az Év Gitárosa/3. helyezett/Steve Howe
- Az Év Átdolgozója/3. helyezett/Yes
- Az Év Producere/4. helyezett/Eddie Offord
- Az Év Komponistája/5. helyezett/Yes
- Az Év Élő Jelenete/6. helyezett/Yes
- Az Év Albuma/6. helyezett/Yessongs, 9. helyezett/Close to the Edge

### Creem Magazine 1973 Reader Poll
- Az Év Albuma/16. helyezett/Yessongs
- Az Év Billentyűse/2. helyezett/Rick Wakeman
- Az Év Basszusgitárosa/3. helyezett/Chris Squire

### Disc & Music Echo
- Az Év Albuma/4. helyezett/Tales from Topographic Oceans

### New Musical Express
- Az Év Zenekara/Yes
- Az Év Lemezborítója/Yessongs

## 1974

### Melody Maker Pop Poll 1974
Brit szekció
- Az Év Zenekara/1. helyezett/Yes
- Az Év Férfi Énekese/3. helyezett/Jon Anderson
- Az Év Albuma/4. helyezett/Tales from Topographic Oceans
- Az Év Élő Jelenete/5. helyezett/Yes

Nemzetközi szekció
- Az Év Zenekara/1. helyezett/Yes
- Az Év Basszusgitárosa/1. helyezett/Chris Squire
- Az Év Billentyűse/1. helyezett/Rick Wakeman
- Az Év Producere/1. helyezett/Eddie Offord
- Az Év Komponistája/1. helyezett/Jon Anderson & Steve Howe
- Az Év Gitárosa/2. helyezett/Steve Howe
- Az Év Albuma/3. helyezett/Tales from Topographic Oceans
- Az Év Átdolgozója/3. helyezett/Yes
- Az Év Férfi Énekese/3. helyezett/Jon Anderson
- Az Év Élő Jelenete/5. helyezett/Yes
- Az Év Dobosa/5. helyezett/Alan White

### New Musical Express
- Az Év Lemezborítója/Relayer

## 1975

### Melody Maker Pop Poll 1975
Brit szekció
- Az Év Zenekara/1. helyezett/Yes
- Az Év Élő Jelenete/2. helyezett/Yes
- Az Év Albuma/4. helyezett/Relayer
- Az Év Férfi Énekese/3. helyezett/Jon Anderson

Nemzetközi szekció
- Az Év Basszusgitárosa/1. helyezett/Chris Squire
- Az Év Komponistája/1. helyezett/Jon Anderson & Steve Howe
- Az Év Producere/1. helyezett/Eddie Offord
- Az Év Átdolgozója/1. helyezett/Yes
- Az Év Zenekara/2. helyezett/Yes
- Az Év Albuma/2. helyezett/Relayer
- Az Év Férfi Énekese/2. helyezett/Jon Anderson
- Az Év Gitárosa/2. helyezett/Steve Howe
- Az Év Élő Jelenete/3. helyezett/Yes
- Az Év Billentyűse/3. helyezett/Patrick Moraz
- Az Év Dobosa/5. helyezett/Alan White

### Creem Magazine 1975 Reader Poll
- Az Év Albuma/6. helyezett/Yesterdays

## 1976

### Melody Maker Pop Poll 1976
Brit szekció
- Az Év Zenekara/1. helyezett/Yes
- Az Év Férfi Énekese/1. helyezett/Jon Anderson
- Az Év Élő Jelenete/3. helyezett/Yes

Nemzetközi szekció
- Az Év Zenekara/1. helyezett/Yes
- Az Év Átdolgozója/1. helyezett/Yes
- Az Év Basszusgitárosa/1. helyezett/Chris Squire
- Az Év Gitárosa/1. helyezett/Steve Howe
- Az Év Férfi Énekese/2. helyezett/Jon Anderson
- Az Év Producere/2. helyezett/Eddie Offord
- Az Év Vegyes Zenésze/3. helyezett/Jon Anderson
- Az Év Billentyűse/3. helyezett/Patrick Moraz
- Az Év Dobosa/6. helyezett/Alan White

## 1977

### Melody Maker Pop Poll 1977
Brit szekció
- Az Év Férfi Énekese/1. helyezett/Jon Anderson
- Az Év Zenekara/2. helyezett/Yes
- Az Év Albuma/2. helyezett/Going for the One

Nemzetközi szekció
- Az Év Zenekara/1. helyezett/Yes
- Az Év Basszusgitárosa/1. helyezett/Chris Squire
- Az Év Férfi Énekese/1. helyezett/Jon Anderson
- Az Év Albuma/2. helyezett/Going for the One
- Az Év Átdolgozója/2. helyezett/Yes
- Az Év Gitárosa/2. helyezett/Steve Howe
- Az Év Billentyűse/2. helyezett/Rick Wakeman
- Az Év Dobosa/4. helyezett/Alan White
- Az Év Producere/4. helyezett/Eddie Offord
- Az Év Vegyes Zenésze/7. helyezett/Rick Wakeman
- Az Év Kislemeze/17. helyezett/Going for the One

### Record Mirror Reader's Poll
- Az Év Kislemeze/24. helyezett/Going for the One

## 2004

### This Week's UK DVD Music Chart (2007. június 27.)
- 1 helyezett: Yes-Acoustic

## Grammy-díjak, jelölések
- Az Év Legjobb Instrumentális Rockszáma/Cinema (elnyerte a díjat), Masquerade
- Az Év Legjobb Videója/9012Live